# Есхінантус
Есхінантус (лат. Aeschynanthus) — рід квіткових рослин родини Геснерієві (лат. Gesneriaceae). Включає, за різними даними, від 80 і до 194 видів. Рослини поширені в південній частині Азії — Індії, Індокитаї, Китаї, на островах Малайського архіпелагу.

## Ботанічний опис
Представники роду переважно повзучі й напівчагарники, в основному епіфіти, вічнозелені. Рослини мають шкірясте і м'ясисте листя, розташовані супротивно. Черешки у листків короткі. Пазушні або в верхівкових щитках квітки мають помаранчеве або яскраво-червоне забарвлення. Віночок квітки має вигнуту трубку, двогубий відгин.